# Казальгранде
Казальгранде (итал. Casalgrande) —  город в Италии, в провинции Реджо-нель-Эмилия области Эмилия-Романья.
Население составляет 15 933 человека (на 2004 г.), плотность населения составляет 384 чел./км². Занимает площадь 37,73 км². Почтовый индекс — 42013. Телефонный код — 0522.
Покровителем коммуны почитается святой апостол Варфоломей, празднование 24 августа.